# John Speidell
John Speidell (fl. 1600-1634) fue un matemático inglés. Es conocido por sus primeros trabajos en el cálculo de logaritmos. 

## Semblanza
Speidell era profesor de matemáticas en Londres y uno de los primeros seguidores del trabajo que John Napier había realizado previamente sobre logaritmos naturales. En 1619 Speidell publicó una tabla titulada New Logarithmes (Logaritmos Nuevos, en español) en el cual presentó los logaritmos naturales de senos, tangentes y secantes.
Luego, Speidell se separó de los métodos de Napier para asegurarse de que todos los logaritmos fueran positivos. Una nueva edición de New Logarithmes se publicó en 1622 y contenía un apéndice con los logaritmos naturales de todos los números en el intervalo 1-1000 multiplicados por un factor de {\displaystyle 10^{6}}.
Junto con William Oughtred y Richard Norwood, Speidell contribuyó a impulsar las abreviaturas de las funciones trigonométricas.
Publicó una serie de trabajos sobre matemáticas, incluyendo An Arithmeticall Extraction (Una extracción aritmética, en español) en 1628.